# Alegeri legislative în România, 1965
Alegerile parlamentare din România din 1965 au fost convocate pe 7 martie 1965 în Republica Populară Română. Frontul Democrației Populare a obținut 99,85% din voturi și 465 de mandate.